# Wintertime (Kayak)
Wintertime was de vierde single van de symfonische rockgroep Kayak.
De vorige single, See see the sun, haalde alleen de tipparade van de Nederlandse Top 40, geen succes dus. Wintertime, geschreven door Pim Koopman en Cees van Leeuwen, werd een bescheiden hitje, ondanks het feit dat de melodie zich vrijwel direct in het hoofd nestelt. De song is een soort ballad over het fijne knisperende gevoel bij de strenge winter. Het lied bevat twee refreinen met daartussen een intermezzo van eerst accordeon en vervolgens mellotron. B-kant was Alibi.

## Hitnoteringen
| "Wintertime" in de Nederlandse Top 40 binnen 28-09-1974 | "Wintertime" in de Nederlandse Top 40 binnen 28-09-1974 | "Wintertime" in de Nederlandse Top 40 binnen 28-09-1974 | "Wintertime" in de Nederlandse Top 40 binnen 28-09-1974 | "Wintertime" in de Nederlandse Top 40 binnen 28-09-1974 | "Wintertime" in de Nederlandse Top 40 binnen 28-09-1974 | "Wintertime" in de Nederlandse Top 40 binnen 28-09-1974 |
| Week                                                    | 1                                                       | 2                                                       | 3                                                       | 4                                                       | 5                                                       |                                                         |
| ------------------------------------------------------- | ------------------------------------------------------- | ------------------------------------------------------- | ------------------------------------------------------- | ------------------------------------------------------- | ------------------------------------------------------- | ------------------------------------------------------- |
| Positie                                                 | 31                                                      | 30                                                      | 32                                                      | 35                                                      | 38                                                      | uit                                                     |

| "Wintertime" in de Nederlandse Single Top 100 binnen: 05-10-1974 | "Wintertime" in de Nederlandse Single Top 100 binnen: 05-10-1974 | "Wintertime" in de Nederlandse Single Top 100 binnen: 05-10-1974 | "Wintertime" in de Nederlandse Single Top 100 binnen: 05-10-1974 |
| Week                                                             | 1                                                                | 2                                                                |                                                                  |
| ---------------------------------------------------------------- | ---------------------------------------------------------------- | ---------------------------------------------------------------- | ---------------------------------------------------------------- |
| Positie                                                          | 28                                                               | 25                                                               | uit                                                              |

### NPO Radio 2 Top 2000
| Nummer met noteringen in de NPO Radio 2 Top 2000 | '00  | '01 | '02  | '03  | '04  | '05  | '06  | '07 | '08  | '09 | '10  | '11  | '12  | '13  | '14  |
| ------------------------------------------------ | ---- | --- | ---- | ---- | ---- | ---- | ---- | --- | ---- | --- | ---- | ---- | ---- | ---- | ---- |
| Wintertime                                       | 1157 | 957 | 1092 | 1482 | 1341 | 1613 | 1590 | -   | 1779 | 902 | 1563 | 1235 | 1595 | 1647 | 1910 |

1. ↑  Een '-' betekent dat het nummer niet was genoteerd en een vetgedrukt getal geeft de hoogste notering aan.
2. ↑  2000 was het eerste jaar met een notering voor dit nummer.
3. ↑  Deze tabel is bijgewerkt tot en met de laatste editie (2024).